# Kõima (Koonga)
Kõima – wieś w Estonii, w prowincji Parnawa, w gminie Koonga.